# Anastasija Kapaczinska
Anastasija Aleksandrowna Kapaczinska (ros. Анастасия Александровна Капачинская; ur. 21 listopada 1979 w Moskwie) – rosyjska lekkoatletka, sprinterka, dwukrotna medalistka mistrzostw świata, wicemistrzyni z 2002, oraz mistrzyni Europy w 2010, w sztafecie 4 × 400 metrów kobiet.
Startując na mistrzostwach świata w 2003 w Paryżu zdobyła dwa drugie miejsca, jednak po biegu na 200 m stwierdzono u zwyciężczyni Amerykanki Kelli White niedozwolone wspomaganie i przesunięto następne zawodniczki o jedno miejsce wzwyż.
Zamieszana w aferę dopingową w 2004. Wygrała bieg na 200 m podczas halowych mistrzostw świata w Budapeszcie, wkrótce jednak okazało się, że w jej organizmie wykryto niedozwolony środek - stanozolol. Biegaczka została zdyskwalifikowana na dwa lata.
W roku 2008 podczas Letnich Igrzysk Olimpijskich w Pekinie zajęła w biegu indywidualnym na 400 m piąte miejsce, a w sztafecie 4 x 400 m zdobyła srebrny medal. Jednak w 2016 r. powtórne przebadanie próbek pobranych od zawodniczki ujawniło w jej organizmie obecność sterydów anabolicznych i jej wyniki zostały anulowane, zaś sztafeta w związku z tym utraciła medal.

## Sukcesy
| Rok  | Zawody                      | Miejsce    | Wynik      | Konkurencja        | Czas    |
| ---- | --------------------------- | ---------- | ---------- | ------------------ | ------- |
| 2001 | Mistrzostwa świata          | Edmonton   | 3. miejsce | sztafeta 4 × 400 m | 3:24,92 |
| 2002 | Mistrzostwa Europy          | Monachium  | 2. miejsce | sztafeta 4 × 400 m | 3:25,59 |
| 2003 | Halowe mistrzostwa świata   | Birmingham | 2. miejsce | bieg na 200 m      | 22,80   |
| 2003 | Mistrzostwa świata          | Paryż      | 1. miejsce | bieg na 200 m      | 22,38   |
| 2003 | Mistrzostwa świata          | Paryż      | 2. miejsce | sztafeta 4 × 400 m | 3:22,91 |
| 2008 | Letnie Igrzyska Olimpijskie | Pekin      | DSQ        | bieg na 400 m      | 50,03   |
| 2008 | Letnie Igrzyska Olimpijskie | Pekin      | DSQ        | sztafeta 4 × 400 m | 3:18,82 |
| 2009 | Mistrzostwa świata          | Berlin     | DSQ        | sztafeta 4 × 400 m | 3:21,64 |
| 2010 | Mistrzostwa Europy          | Barcelona  | 1. miejsce | sztafeta 4 × 400 m | 3:21,26 |
| 2012 | Letnie Igrzyska Olimpijskie | Londyn     | 2. miejsce | sztafeta 4 × 400 m | 3:20,23 |

### Rekordy życiowe
- bieg na 200 metrów – 22,38 s (2003)
- bieg na 400 metrów – 49,35 s (2011)